# Ivan Cherednik
Ivan Cherednik (Иван Владимирович Чередник) est un mathématicien russo-américain né le 3 décembre 1951 à Moscou. 
Il est principalement connu pour avoir introduit les algèbres de Hecke doublement affines et les avoir utilisées pour prouver la conjecture du terme constant de Macdonald dans (Cherednik 1995). Il travaille également en géométrie algébrique, en théorie des nombres et sur les équations de solitons. Ses intérêts de recherche comprennent la théorie des représentations, la physique mathématique et la combinatoire algébrique. Il est actuellement professeur émérite Austin M. Carr de mathématiques à l'université de Caroline du Nord à Chapel Hill.
En 1998, il est conférencier invité du Congrès international des mathématiciens à Berlin.

## Publications choisies
- Ivan Cherednik, « Double affine Hecke algebras and Macdonald's conjectures », Annals of Mathematics, second Series, vol. 141, no 1,‎ 1995, p. 191-216 (ISSN 0003-486X, DOI 10.2307/2118632, JSTOR 2118632, MR 1314036)
- Ivan Cherednik, « From double Hecke algebra to analysis », dans Proceedings of the International Congress of Mathematicians, Vol. II (Berlin, 1998), Bielefeld, Documenta Mathematica, DMV, 1998 (MR 1648102), p. 527-537
- Ivan Cherednik, Double affine Hecke algebras, vol. 319, Cambridge University Press, coll. « London Mathematical Society Lecture Note Series », 2005 (ISBN 978-0-521-60918-0, MR 2133033, lire en ligne)[2]